# Enzo Ferrari
Pour les articles homonymes, voir Ferrari.
Enzo Ferrari, né le 18 février 1898 à Modène (Italie), où il est mort le 14 août 1988, est un pilote automobile et un industriel italien. Fondateur en 1929 de la Scuderia Ferrari, écurie de course qui allait devenir une pionnière puis un pilier du championnat du monde de Formule 1, il crée en 1947 la firme Ferrari Automobili, qui conçoit, fabrique et commercialise des voitures de sport de très haut de gamme. Surnommé « il Commendatore » (« le Commandeur »), Enzo Ferrari consacre sa vie à son entreprise, au point de devenir une figure historique majeure, internationalement connue, du sport automobile. Enzo Ferrari a toujours placé la compétition automobile avant la construction industrielle de voitures de route et c'est par la compétition que Ferrari est devenu un des plus fameux créateurs de voitures de prestige au monde.

## Enfance et jeunesse
Enzo Anselmo Giuseppe Maria Ferrari est né le 18 février 1898, mais il ne peut être déclaré officiellement ce jour-là en raison de la rigueur des conditions météorologiques, et ne le sera que deux jours plus tard. Il est le fils cadet d'Alfredo  Ferrari, surnommé Dino et d'Adalgisa Bisbini, et le petit frère d'Alfredo, également surnommé Dino. Son père, originaire de Carpi dans la province de Modène, était à la tête d'un atelier de fabrication de poutrelles métalliques, activité à laquelle il ajouta dans les années 1900 un petit atelier d'entretien de voitures. C'est là que le jeune Enzo fit ses premiers pas dans la mécanique automobile, apprenant les rudiments du métier en parallèle à ses études à l'école technique de Modène. Le 6 septembre 1908, alors qu'il a dix ans, Enzo Ferrari se rend avec son père sur le circuit de Bologne (Circuito di Bologna 1908) où il voit le pilote Felice Nazzaro gagner l'épreuve de la Coppa Florio au volant d’une Fiat.
Son père et son frère aîné meurent en 1916 de la grippe lors d'une forte épidémie. Ferrari doit consécutivement interrompre ses études pour trouver un emploi. Il est toutefois mobilisé peu de temps après et affecté au ferrage des mulets, où il contracte lui-même la grippe, dite espagnole, lors de la pandémie de 1918 dont il réchappe.
En 1923, il épouse Laura Dominica Garello, rencontrée à Turin deux ans plutôt, avec qui il aura son premier fils, Alfredo surnommé Dino, né à Modène en 1932.

## Carrière de pilote de course
La guerre terminée, en novembre 1918, Enzo Ferrari tente sans succès de se faire embaucher par Fiat, à Turin, mais, avec la levée du décret interdisant la circulation des voitures privées, le 1er janvier 1919, l’industrie automobile est relancée. Ferrari finit par trouver un emploi de manutentionnaire-livreur dans une entreprise qui transforme les camions des surplus militaires Lancia en voitures de tourisme. Il a la charge de livrer les châssis destinés à une carrosserie de Milan. Une expérience qui fera de lui un conducteur expérimenté.
Lors de ses déplacements à Milan, il fait la connaissance de Ugo Sivocci, un jeune pilote, ancien cycliste, et grâce à lui, est engagé comme pilote d’essai par le petit constructeur CMN (Costruzioni Meccaniche Nazionali (it)) un peu avant Pâques 1919. Il s’installe en plein centre de Milan, où il fréquente des pilotes et des constructeurs et attend la reprise des compétitions automobiles, qui aura lieu dès le 24 août 1919 au Danemark, avec une course remportée par l’Italien Ferdinando Minoia. 
Les courses redémarrent aussi en Italie. Pour participer à la course de Parme-Poggio di Berceto, le 5 octobre 1919, Ferrari achète une CMN 15/20, convainc son ami Nino Beretta d’être son coéquipier, et arrive quatrième de sa catégorie et onzième de la course, derrière le grand pilote Antonio Ascari, vainqueur absolu au volant d’une Fiat Grand Prix 1914 à 83,275 km/h de moyenne. Ferrari n’a que 21 ans. Dès le 23 novembre, après la course Parme-Poggio di Berceto, il participe à la Targa Florio, où il se place neuvième.

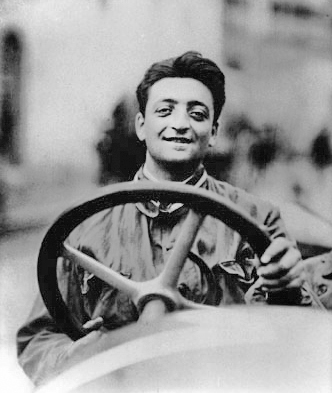
Enzo Ferrari en 1920.

L’année suivante, en 1920, il pilote une Isotta Fraschini 4500 Grand Prix 1914, avant d’entrer comme pilote de course chez Alfa Romeo. Sur une Alfa Romeo 20/40 bibloc, il se place deuxième à la Targa Florio. En 1921, il termine à la troisième place de la course de Parme-Poggio di Berceto, et gagne la Coppa delle Alpi à Ravenne. Il est de nouveau victorieux en 1923. Cette année-là, il est présenté aux Baracca, vieille famille de la noblesse italienne, dont le fils Francesco Baracca a été l’as des as dans l’aviation italienne. La comtesse Paolina lui offre le droit d'utiliser le « cheval cabré » qui frappait autrefois le fuselage de l’avion de son fils, abattu au-dessus de Montello.

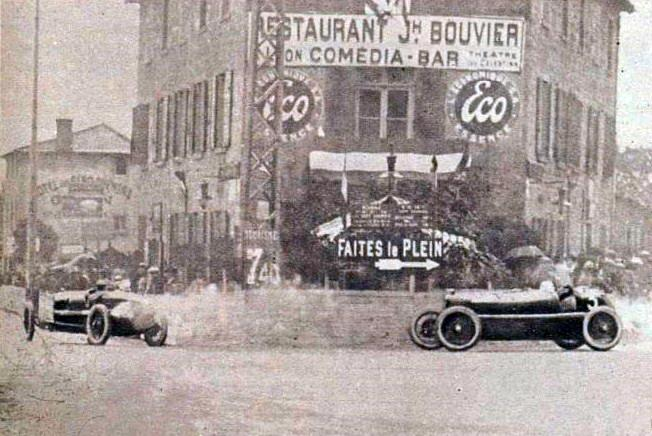
Louis Wagner vire et repart, Enzo Ferrari aborde le tournant sur Alfa Romeo P2 (essais du GP de France 1924 à Lyon - 2e GP d'Europe).

En 1924, il obtient la plus belle victoire de sa carrière, en remportant la coupe Acerbo de Pescara au volant d’une Alfa Romeo RL, surpassant les puissantes Mercedes. Ce jour-là, il reçoit le titre de « Cavaliere » (son mécanicien étant alors Eugenio Siena).
Après une interruption de trois ans entre 1924 et 1927, Enzo Ferrari reprend la course automobile, mais avec des résultats moins prestigieux, car de nouveaux champions sont apparus. En 1931, il connaît un de ses plus beaux succès en terminant deuxième du circuit des trois provinces contre Tazio Nuvolari, le « fou volant » de Mantoue.
Peu après il décide, de manière irrévocable, de mettre un terme à sa carrière de pilote de course automobile de la firme Alfa Romeo, mais il continuera en tant que directeur sportif jusqu’en 1939.

## Carrière de constructeur

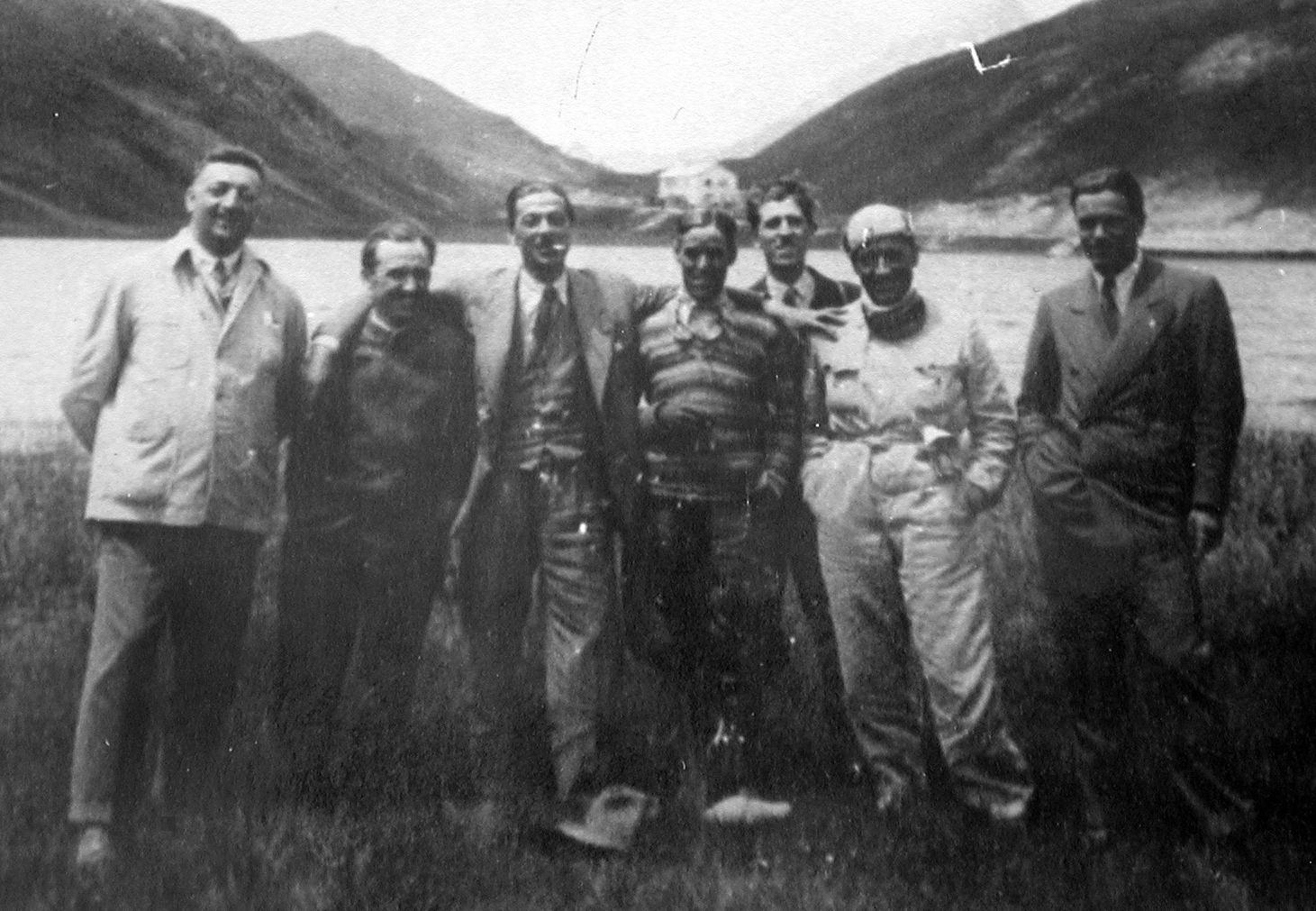
Les coureurs Alfa Romeo en 1930 ou 1931 : Enzo Ferrari (1er à gauche), Tazio Nuvolari (4e) et Achille Varzi (6e), avec le directeur général d'Alfa Romeo, Prospero Gianferrari (3e), au col de Larche.

Chez Alfa Romeo, il s’occupe aussi de nombreuses tâches, comme des rapports avec les fournisseurs. Lors du Grand Prix de 1923, la nouvelle Alfa Romeo P1 ayant déçu, Enzo Ferrari, alors directeur sportif, est si impressionné par la marque Delage et son fameux V12 qui équipe le modèle de course 2LCV, qu'il pense alors équiper ses futures voitures d'un tel moteur. Il convainc Luigi Bazzi (it) et Vittorio Jano, deux des meilleurs techniciens de Fiat, de travailler pour Alfa Romeo.
Le 1er décembre 1929, avec deux associés Alfredo Caniato et Mario Tadini, et l’aval d'Alfa Romeo, il fonde à Modène une société sportive, la Societa anonima Scuderia Ferrari, dont l’activité est de seconder les propriétaires privés et pilotes de haut niveau de voitures Alfa Romeo. Filiale, dans un premier temps, d’Alfa Romeo, elle en devient indépendante en 1940. En 1933, les ateliers déménagent de Modène vers Maranello en Émilie-Romagne.
Par son charisme et ses dons d’organisateur, il parvient à gagner la confiance de plusieurs grands pilotes qui accepteront plus tard de courir pour l’écurie officielle d'« Il Commendatore », de son surnom, comme Tazio Nuvolari, en 1930, qui remporte, dès le premier mois, trois victoires avec une Alfa Romeo P2. La saison se solde pour l’écurie par vingt-deux participations, cinquante pilotes inscrits et huit victoires.
Pour l’année 1931, qui voit l’apparition du cheval cabré sur la carrosserie des voitures, l’écurie engage dix voitures aux Mille Miglia et remporte la deuxième place, puis plusieurs victoires sur des circuits de montagne, avec deux succès de Tazio Nuvolari, la coupe Acerbo remportée par Compagnoni et la coupe de la Consuma remportée par Tazio Nuvolari. Enzo Ferrari compte désormais dans la course automobile.
En 1932, le comte Carlo Felice Trossi, excellent pilote amateur, rachète les parts d'Alfredo Caniato et devient président de l’écurie Ferrari. La Scuderia Ferrari remporte la Targa Florio (Nuvolari, Borzacchini est 2e), la coupe Messina (Ghersi), les 24 Heures de Spa (Brivio et Siena), la coupe Acerbo (Nuvolari) et la coupe Gallenga (Trossi).
1933 est l’année où le constructeur Alfa Romeo, qui vient d’être racheté par l’État italien, se retire de la compétition et refuse de fournir à Enzo les nouvelles Alfa Romeo P3. Il décide alors de faire modifier par ses techniciens les Alfa Romeo 8C « Monza » et « Mille Miglia » avec lesquelles il a triomphé l’année précédente. La cylindrée est portée à 2,6 L. En monoplace, il utilise une Duesenberg flambant neuve équipée d’un moteur huit-cylindres de 4 litres. La Scuderia Ferrari gagne des courses avec les vieilles Alfa Romeo 8C : le Grand Prix de Tunisie (Tazio Nuvolari), les Mille Miglia (Nuvolari et Compagnoni), le circuit Bordino d’Alessandria, l'Eifel et le Grand Prix de Nîmes (Nuvolari).
Mais 1933 est aussi l’année où apparaît un nouveau sérieux concurrent, le français Bugatti, et où la tension devient forte entre Ferrari et Nuvolari qui finit par partir chez Ernesto Maserati (en) le 2 juillet, suivi par un autre pilote, Borzacchini. Cependant Ferrari finit par obtenir les fameuses Alfa Romeo P3, et embauche de grands pilotes : Luigi Fagioli et Giuseppe Campari, qui va trouver la mort dans un grave accident sur le circuit de Monza ; mais Luigi Fagioli additionne les victoires et l’année se conclut sur un bilan positif.
En 1934, Luigi Fagioli quitte Ferrari pour Mercedes, mais arrivent deux nouveaux coureurs : Achille Varzi, qui vient de Bugatti, et Guy Moll. Les Alfa Romeo P3, améliorées par les techniciens dirigés par Luigi Biazzi, font toujours preuve de compétitivité. Achille Varzi gagne le championnat d’Italie avec neuf victoires sur Alfa Romeo, dont le Mille Miglia. Il devient aussi célèbre que Tazio Nuvolari, et leur rivalité devient légendaire. Cependant les Mercedes deviennent de plus en plus performantes, mais le pilote Guy Moll trouve la mort.
En 1935, le pilote Tazio Nuvolari revient chez Ferrari et conduit une nouvelle voiture monoplace extrêmement puissante, la Bimotore, équipée d’un moteur 16-cylindres. Entièrement conçue à Modène, cette dernière peut être considérée comme la première voiture signée par Enzo Ferrari. Cependant, son poids excessif et des problèmes de pneumatiques la rendent peu performante, et les vieilles Alfa Romeo P3 conduites par Tazio Nuvolari assurent les victoires.
L’année 1936 est, pour Enzo Ferrari, une année de consolidation. Grâce à ses pilotes Tazio Nuvolari et Nino Farina, il représente avec succès Alfa Romeo sur les circuits, il construit une monoplace à laquelle il peut donner son nom, et peut tenir tête aux constructeurs allemands Mercedes et Auto Union. Il acquiert une réputation d’homme coriace, têtu et volontaire…

## Époque fasciste et guerre

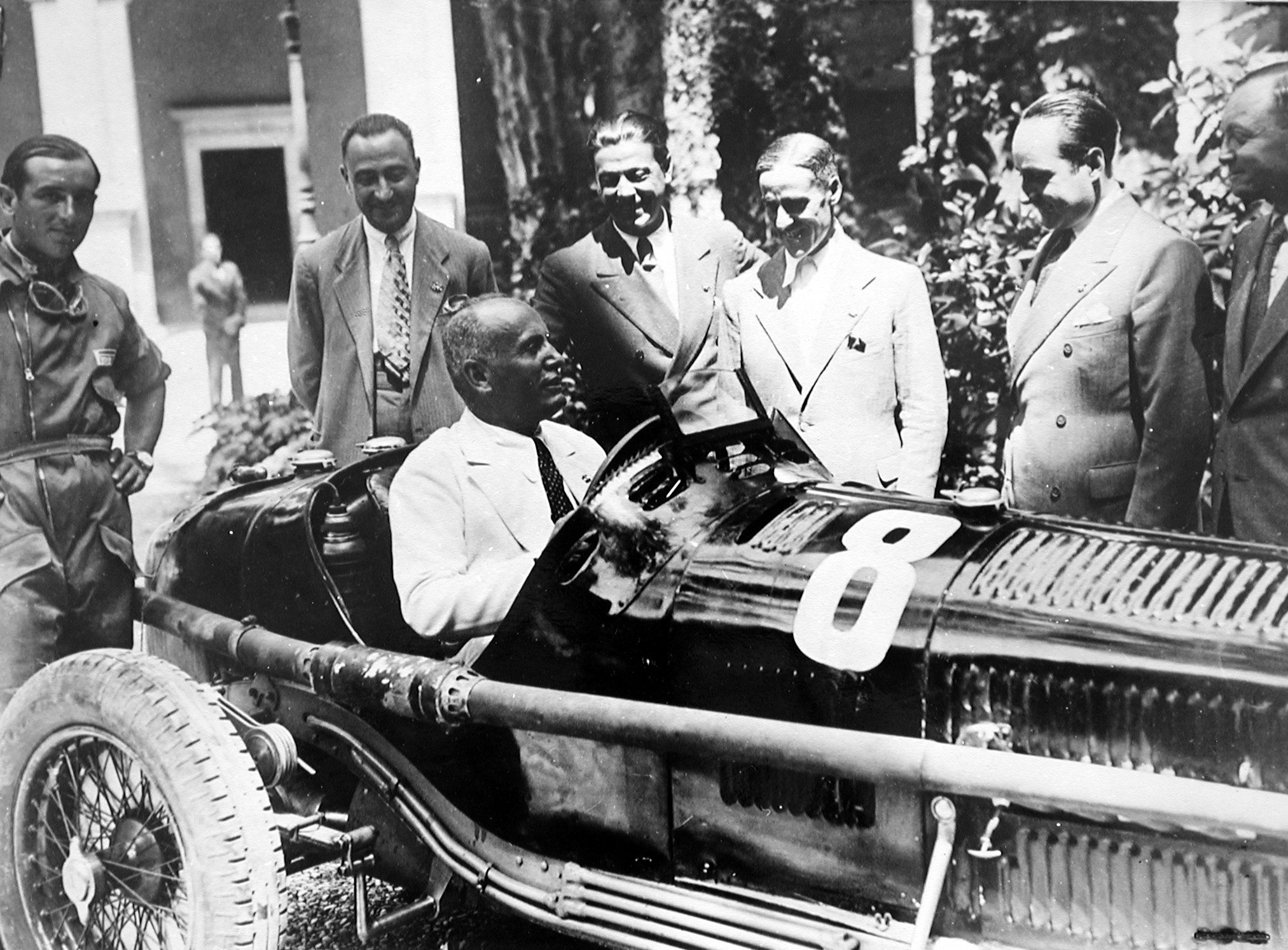
Mussolini à bord d'une Alfa Romeo de compétition.

En 1937, l’État italien dirigé par Benito Mussolini tente d’instrumentaliser la Scuderia Ferrari pour la mettre au service de sa politique étrangère. Le constructeur Alfa Romeo augmente son contrôle à 80 % et rapatrie le département course de Portobello à Milan. Enzo Ferrari perd son autonomie et se recentre sur le développement de nouveaux moteurs de petite cylindrée pour la future Formule de Grand prix. L’équipe continue à gagner des courses comme les Mille Miglia (Pintacuda et Mabelli) mais connaît aussi de cinglantes défaites face aux constructeurs allemands. La pression des dirigeants fascistes devient très pesante, et le premier départ en est Vittorio Jano, le concepteur des Alfa P2 et P3.
L’année 1938 commence par la création du département Alfa Corse qui absorbe la Scuderia Ferrari et tout est déménagé de Modène à Milan. Parmi les projets, celui de quatre petites monoplaces avec moteur à huit cylindres d’une cylindrée d'1,5 L, futures 158 plus connues sous le nom d'« Alfetta », projet élaboré par Enzo Ferrari, l’ingénieur Gioachino Colombo, futur concepteur du fameux moteur V12, Alberto Massimino et Luigi Bazzi. Enzo Ferrari vend tout à Alfa Romeo et accepte une clause de non-concurrence contre une importante somme d’argent.
En 1939, Enzo Ferrari quitte Alfa Romeo en déclarant : « je ne souhaite pas abdiquer mes convictions » : le « Commendatore » ne supportait plus de se sentir entravé et souhaitait retrouver sa liberté. De retour à Modène, il réoccupe ses locaux et fonde la société Auto Avio Construzioni, spécialisée dans la fabrication de pièces mécaniques pour avions et automobiles. Un petit groupe de ses anciens mécaniciens le rejoint et ensemble, ils commencent parallèlement à travailler sur un nouveau projet de voiture de course, l'AAC 815.

## Après-guerre

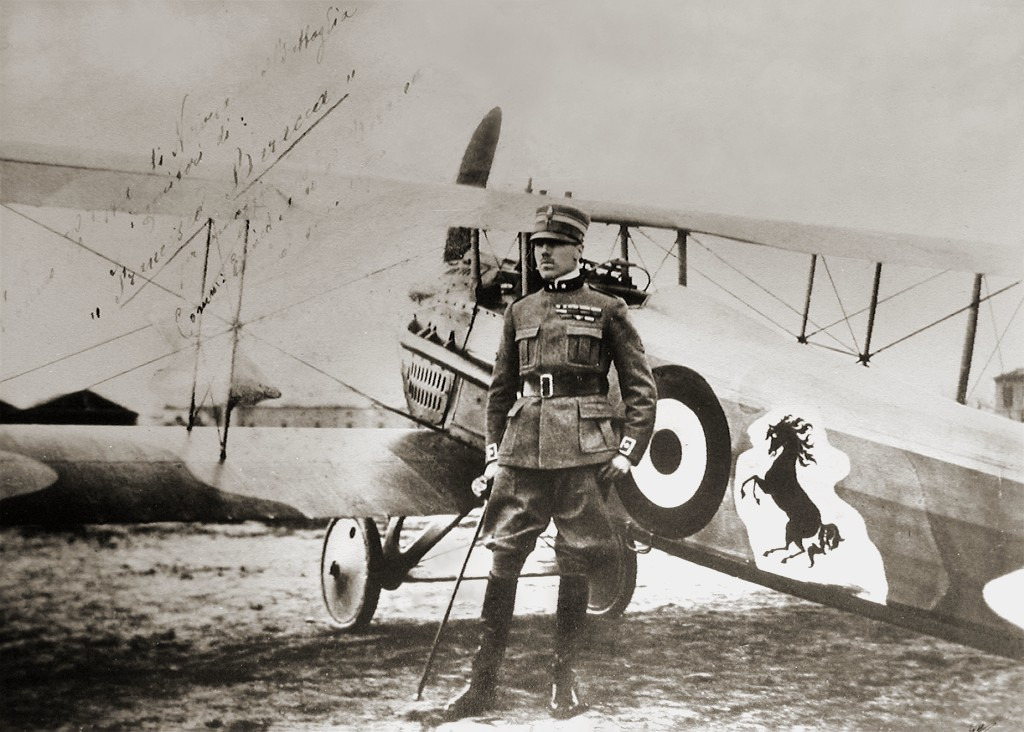
Francesco Baracca en 1918 à côté de son avion, un SPAD S.XIII.

Les affres de la Seconde Guerre mondiale pèsent lourdement, puisque les ateliers Ferrari doivent fabriquer des machines-outils. Ils ne pourront revenir à l’automobile qu’en 1945 et verront naître leur première voiture véritablement Ferrari qu’en 1947, avec la Ferrari 125 S, première voiture portant le célèbre emblème du cheval noir cabré sur fond jaune, qui désormais s’affichera sur chaque véhicule sorti de ses ateliers.
Cet emblème était à l’origine peint sur la carlingue de l’avion de chasse de Francesco Baracca, pilote héroïque et as de l’aviation de la Première Guerre mondiale. Francesco et Enzo Ferrari étant de grands amis, la Comtesse Paolina Baracca (mère de Francesco) fit cadeau du cheval à Enzo pour qu'il le mette sur ses voitures afin de lui porter bonheur. Enzo remodela légèrement le cheval et le mit sur un fond jaune, qui est la couleur de la ville de Modène. C’est ainsi que naquit le Cavallino Rampante, l’emblème mythique de Ferrari. La couleur rouge typique des carrosseries des voitures Ferrari vient quant à elle du fait que dès le début du siècle, le rouge était la couleur nationale attribuée aux véhicules italiens de Grands Prix.
La première victoire de Ferrari a lieu le 25 mai 1947, sur le circuit de Rome, avec comme vainqueur le pilote Franco Cortese, au volant d’une Ferrari 125 S (une 815). C’est le début de la gloire pour Enzo Ferrari.
La première victoire en championnat du monde (Formule 1) a lieu en 1951 au Grand Prix de Grande-Bretagne avec José Froilán González. Cette victoire marque le début des nombreux succès des Ferrari sur tous les circuits du monde.

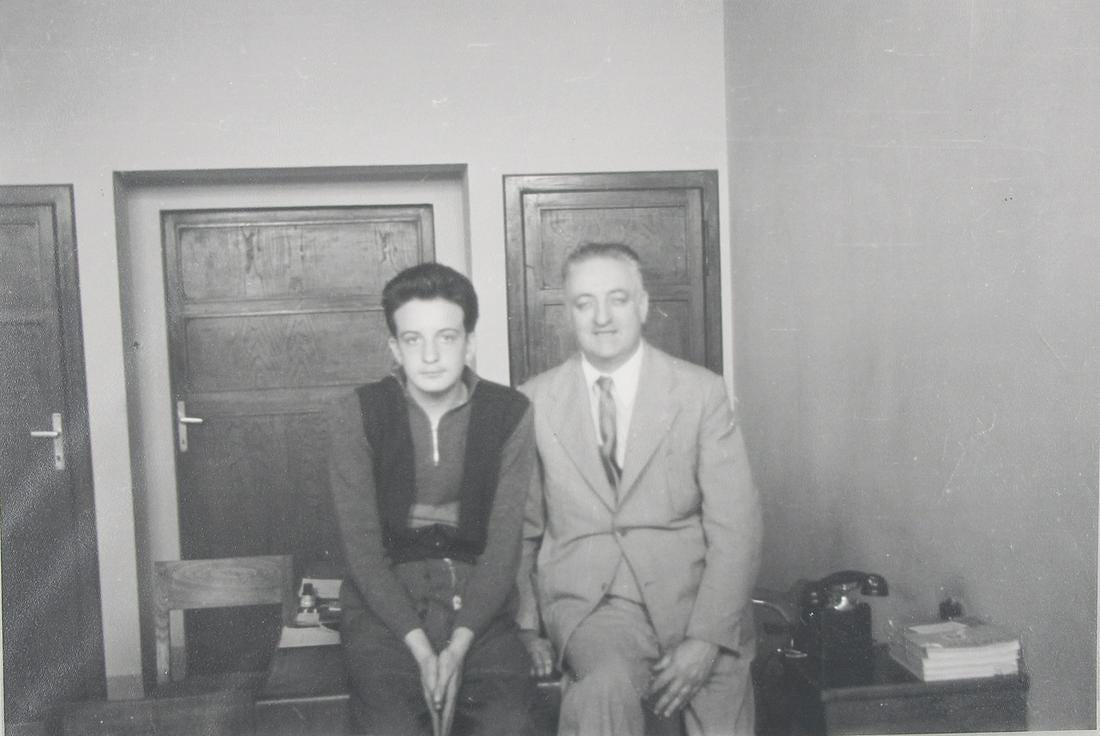
Enzo Ferrari avec son fils Dino en 1947.

En 1956, son fils Dino meurt à l'âge de 24 ans, de dystrophie musculaire. Endeuillé, « Il Commendatore » faillit tout arrêter, mais la mise en œuvre du V6 dessiné par son fils le remotive. Il aura tendance pendant quelque temps à rester cloîtré dans son bureau ou chez lui, tout en restant en étroit contact avec son écurie. Année après année, il constitue le palmarès le plus prestigieux du sport automobile.
En 1963, alors que la firme italienne connaît des difficultés financières, le constructeur américain Ford est à deux doigts de prendre le contrôle de Ferrari. Après un audit et d'âpres négociations, Enzo Ferrari annule brusquement le projet de vente alors qu'il est quasiment bouclé. Ford lance alors le programme de la GT40 pour battre Ferrari sur le terrain où elle règne en maître, les circuits automobiles, et notamment aux 24 Heures du Mans.
En 1969, après plusieurs années d'insuccès, Fiat rentre à 50 % dans le capital de Ferrari, et apporte les solutions financières pour relancer le dynamisme du constructeur et retrouver le chemin de la victoire.
Son épouse Laura Dominica Garello meurt en 1978, et on apprend alors que Piero Lardi, directeur administratif de la Scuderia, est son fils caché, né en 1945 d'une liaison avec Lina Lardi. Dino mort en 1956, c'est Piero qui assure la relève du père Ferrari.

## Fin de vie

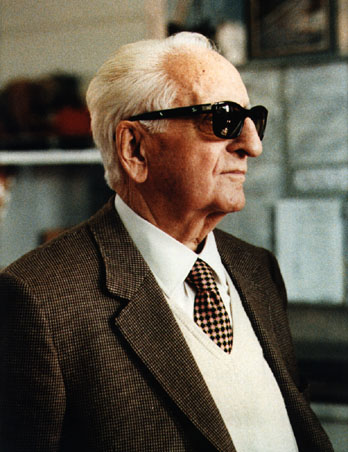
Enzo Ferrari dans les années 1980.

Enzo Ferrari décède le 14 août 1988 à 90 ans, des suites d'une affection rénale dont il souffrait depuis plusieurs mois ; sa mort n'est rendue publique que le 16 août, selon sa volonté.
Lors du Grand Prix d'Italie 1988, le 11 septembre, la Scuderia Ferrari réalise le doublé grâce à Gerhard Berger et Michele Alboreto quasiment un mois après la disparition de son fondateur, marquant pour l'anecdote l'unique défaite de l'écurie McLaren Racing cette saison-là.
Quelques années plus tard débute la période d'hégémonie Ferrari, où l'écurie italienne remporte cinq titres pilotes consécutifs avec Michael Schumacher entre 2000 et 2004 et six titres constructeurs consécutifs entre 1999 et 2004, consolidant sa place de plus grande écurie de Formule 1 de l'histoire.
En 2002, apparaît la Ferrari Enzo Ferrari, nommée ainsi en hommage à son fondateur.

## Palmarès en course
- Circuito del Savio : 1923, 1924
- Circuito di Polesine : 1924
- Coppa Acerbo : 1924
- Circuito di Modena : 1927, 1928

## Citations
- « J'ai consacré ma vie entière à l'automobile, ce triomphe de la liberté pour l'homme. »[5]
- « Je n'ai jamais été un grand constructeur, je n'ai jamais rêvé de l'être. Je reste un artisan provincial. »[6]
- « En Formule 1, chance et malchance n’existent pas. Cette dernière n’est autre que la somme d’éléments ou de situations que nous n’avons pas su ou pu prévoir. »[7]
- « Une voiture, on doit d'abord la rêver. »[5]
- « Ce sont les points intermédiaires qui font les champions du monde. »[8]
- « L'aérodynamique est pour les gens qui ne savent pas construire de moteurs. »[8]
- « Pour arriver premier, il faut premièrement arriver. »[8]
- « Si à mes débuts en tant que constructeur, j'avais dit que je construirais plusieurs voitures, j'aurais menti… »[8].
- « Mes voitures ne fument pas et elles ne fumeront jamais » (à propos de son opposition à la présence de publicités pour les marques de tabac sur les Formule 1)[9].

## Culture populaire
- En 1996, le chanteur Christophe écrit la chanson Enzo en son hommage[10] ;
- En 2003, le téléfilm italien en deux volets intitulé Enzo Ferrari, réalisé par Carlo Carlei, retrace la vie d'« Il Commendatore », interprété par Sergio Castellitto[11] ;
- En 2013, Augusto Dall'ara incarne Enzo Ferrari, qui apparaît brièvement dans le film Rush ;
- En 2019 sort le film Le Mans 66 qui retrace la rivalité entre Ford et Ferrari aux 24 Heures du Mans 1966 ; Enzo Ferrari est interprété par Remo Girone ;
- Dans le film Lamborghini : L'Homme derrière la légende (2022) de Robert Moresco, il est incarné par Gabriel Byrne ;
- En 2023, le réalisateur américain Michael Mann sort le film biographique Ferrari ; Adam Driver interprète le rôle titre[12] ;
- En 2023, la plate-forme Apple TV+ diffuse une série consacrée à Enzo Ferrari[13].